# Køge Nord Station
Køge Nord er en station på København-Ringsted-banen og Køge Bugt-banen. Den blev indviet sammen med København-Ringsted-banen 31. maj 2019 og åbnet for almindelig drift dagen efter.
Stationen ligger nord for Køge ved Ølsemagle, på begge sider af Køge Bugt Motorvejen. På østsiden ligger S-banen Køge Bugt-banen, hvor der er to spor med hver sin sideliggende perron. På vestsiden ligger København-Ringsted-banen med to øperroner ved to sidespor og med to gennemgående spor i midten. Fra stationen er der sporforbindelse til Køge Station, hvor togene føres til/fra Lille Syd. En bro, der er udformet som et rør tværs over motorvejen, forbinder de to dele af stationen samt en busterminal på vestsiden.
Stationen og forbindelsesbroen er designet af Cobe, arkitektfirmaet Dissing + Weitling og det rådgivende ingeniørfirma COWI.
Placeringen af stationen er valgt ud fra tilgængelighed og lokale ønsker fra Køge Kommune.

## Eksterne links
- Wikimedia Commons har flere filer relateret til Køge Nord Station
- København-Ringsted - bane.dk Arkiveret 13. april 2019 hos  Wayback Machine

| Foregående station          |  | DSB                                      |  | Efterfølgende station  |
| --------------------------- |  | ---------------------------------------- |  | ---------------------- |
| Ny Ellebjergmod København H |  | InterCity København - Aalborg            |  | Ringstedmod Aalborg    |
| Ny Ellebjergmod Østerport   |  | Regionaltog København - Nykøbing Falster |  | Ringstedmod Nykøbing F |
| Foregående station          |  | S-tog                                    |  | Efterfølgende station  |
| Ølbymod Køge                |  | Hverdage                                 |  | Jersiemod Holte        |
| Ølbymod Køge                |  | Aften, weekend og nat                    |  | Jersiemod Hillerød     |

| Jernbane | Spire Denne jernbaneartikel er en spire som bør udbygges. Du er velkommen til at hjælpe Wikipedia ved at udvide den. |

55°29′59″N 12°10′21″Ø / 55.49963°N 12.1726°Ø